# Style tobi
Pour les articles homonymes, voir Tobi.
Le style tobi (鳶／とび) ou tobi fuku (鳶服／とび服, « vêtements tobi ») est le style d'habillement des ouvriers japonais de la construction ; on utilise également le terme sagyô fuku (作業服, « vêtements de travail »). Le nom tobi signifie « milan noir ».
Ce style se reconnait aux pantalons larges nommés nikkapokka (ニッカポッカ) ou simplement nikka (ニッカ), et aux chaussettes traditionnelles (tabi) renforcées utilisées comme chaussures, appelées jika tabi (地下足袋). La forme et le nom du nikkapokka viendraient du pantalon court américain knickerbockers.
Les marques les plus célèbres sont Toraichi (寅壱) et Kanto Tobi (関東鳶, Kantô tobi)[réf. souhaitée].

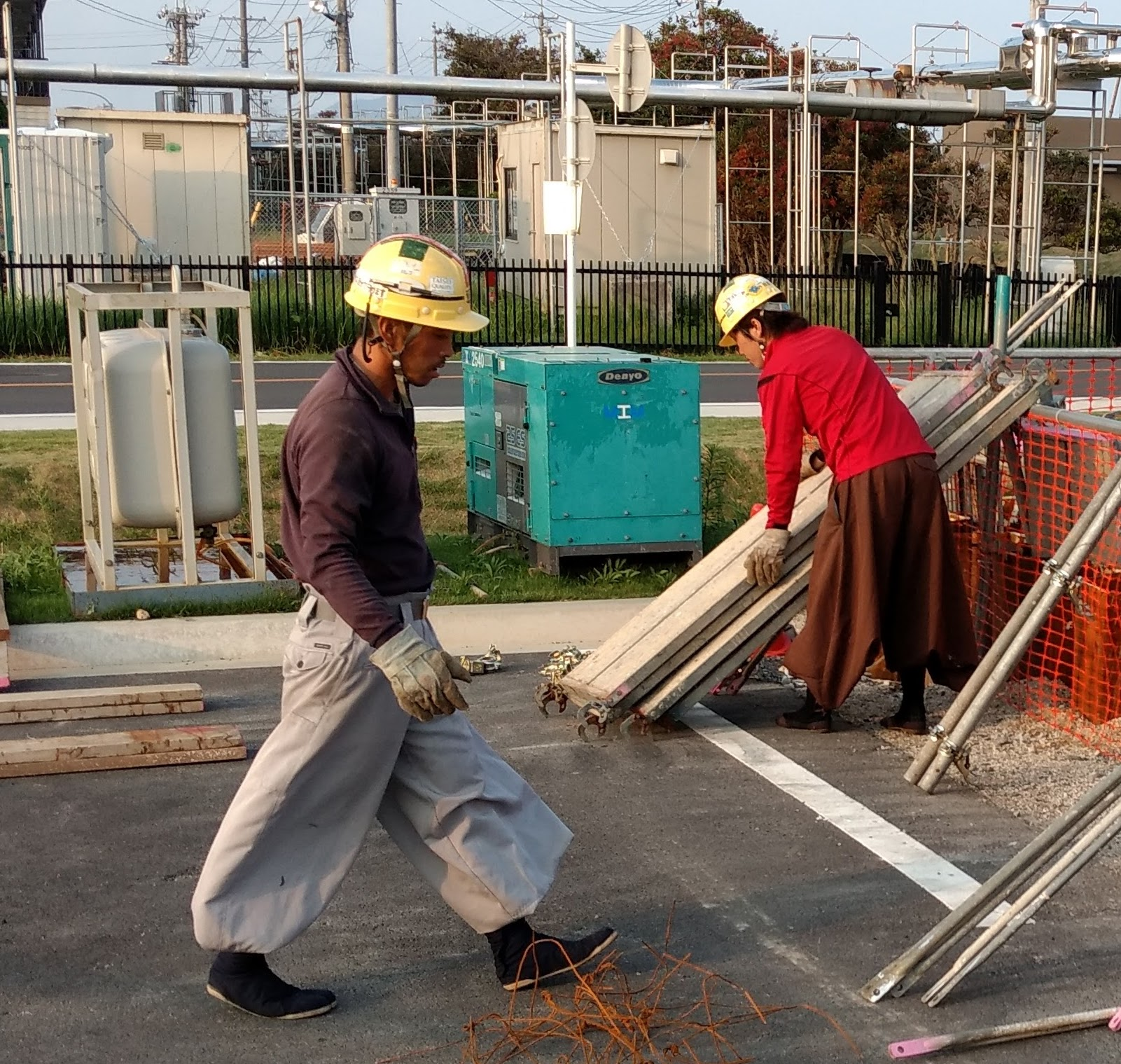
Ouvrier en tenue de style tobi.
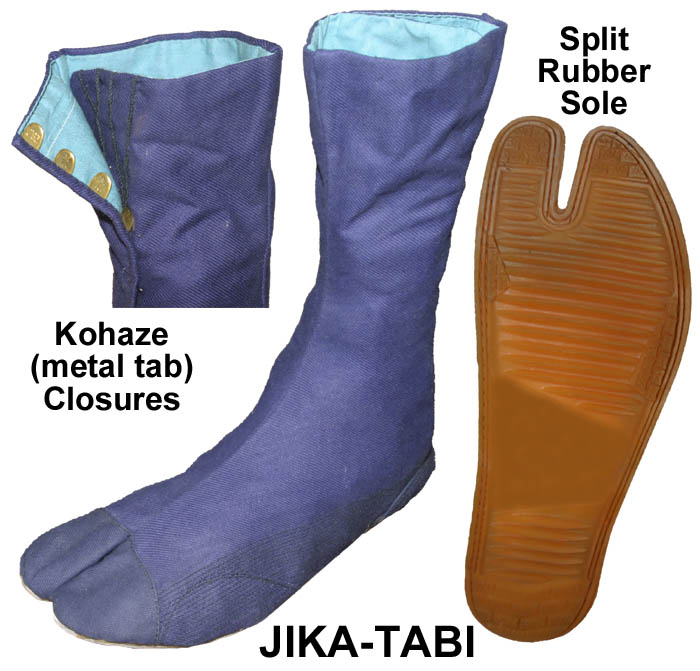
Description de jika tabi.